# Styrax aureum
Styrax aureum es una planta de la familia Styracaceae con idénticas características y propiedades que Styrax benzoin. Se distribuye por Brasil.

## Descripción
Es un árbol que alcanza los 10 metros de altura, sus hojas son ovales, enteras y cubiertas de pelusa blanquecina. Las flores, de color blanco, se encuentran agrupadas. Su fruto es ovoide de 1 cm de diámetro que contiene una semilla. Se denomina popularmente benjuí.

## Propiedades
- Al hacer incisiones en el tronco exuda un líquido resinoso que al secarse se comercializa como incienso aromático llamado benjuí.
- Por vía interna es expectorante, desinfectante y antiséptico.
- Se utiliza para tratar eccemas, forúnculos y sabañones.
- Se añade a la pasta dentífrica para tratar afecciones bucales.

## Taxonomía
Styrax aureus fue descrita por Carl Friedrich Philipp von Martius y publicado en Reise Bras. 2: 551. 1828.
Etimología
Styrax: nombre genérico que deriva del nombre griego clásico utilizado por Teofrasto derivado de un nombre semítico para estas plantas productoras de resina de la que se recopila el estoraque.
aureus: epíteto latíno que significa "dorado"